# Gargas, Haute-Garonne
Gargas är en kommun i departementet Haute-Garonne i regionen Occitanien i södra Frankrike. Kommunen ligger i kantonen Fronton som tillhör arrondissementet Toulouse. År 2022 hade Gargas 758 invånare.

## Befolkningsutveckling
Antalet invånare i kommunen Gargas
Referens:INSEE

## Monuments

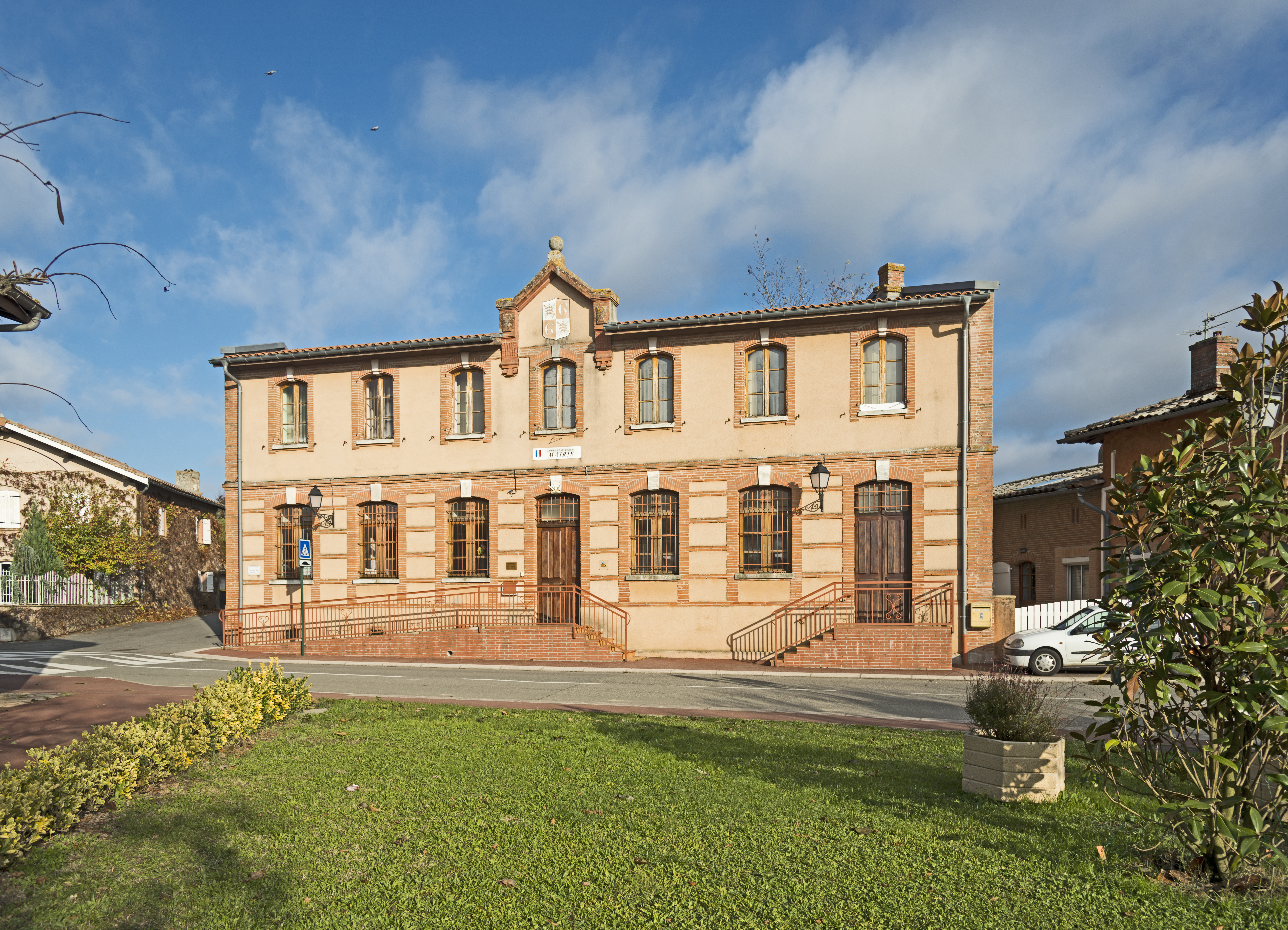
Rådhuset.
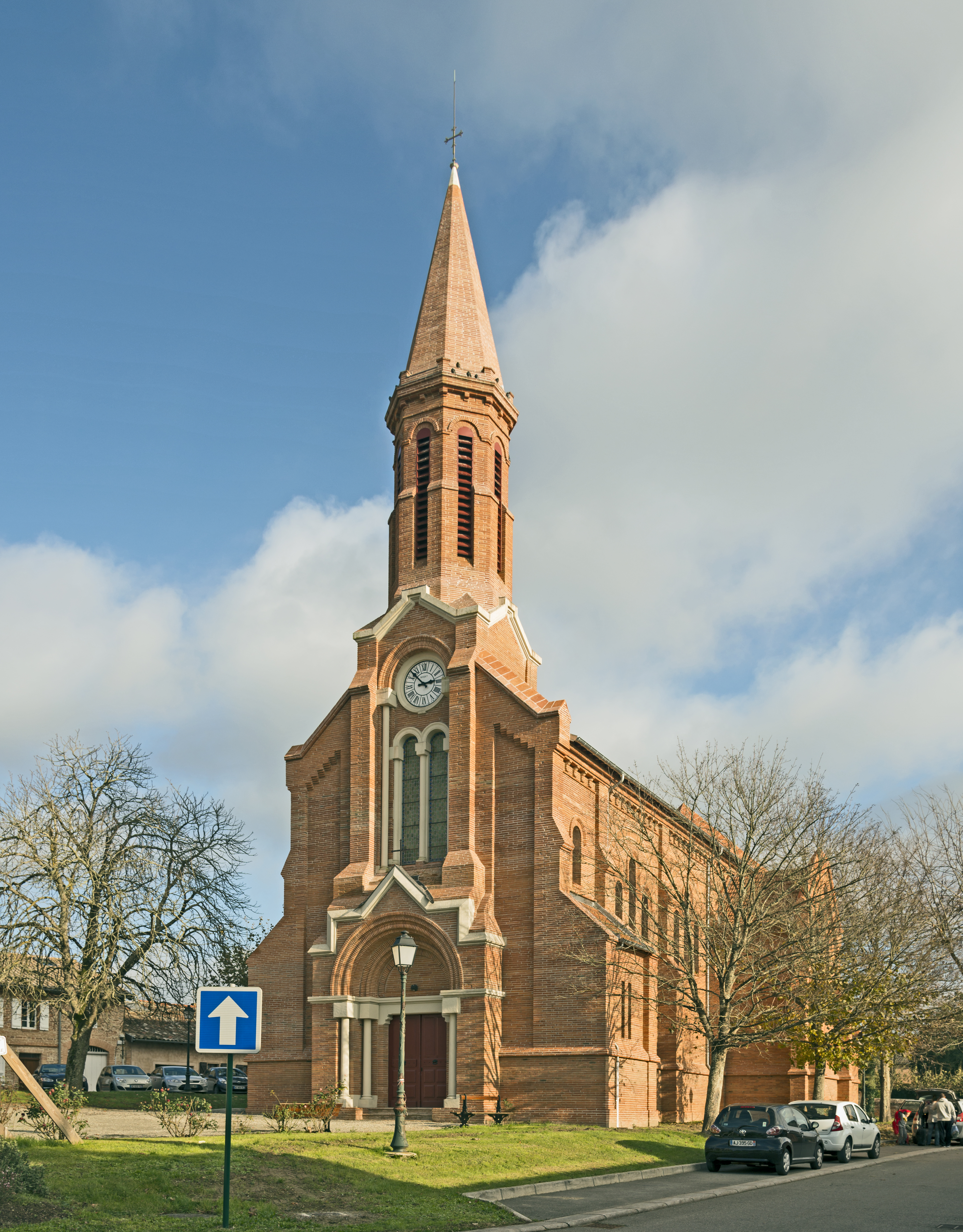
Kyrkan.